# Новгородский академический театр драмы имени Ф. М. Достоевского
Новгоро́дский академи́ческий теа́тр дра́мы имени Ф. М. Достоевского — профессиональный театр в Великом Новгороде.С января 2023 года здание театра закрыто на реконструкцию, спектакли проходят на площадке Новгородского областной филармонии.

## История театра
С 1825 года открылся первый стационарный театр. С 1853 года театр в Новгороде стал постоянным.
В 1918 году был организован Первый общедоступный театр Октябрьской революции, а в 1934 году Новгородский театр был реорганизован в Ленинградский областной малый драматический театр. 1 сентября 1944 года театр преобразовали в Новгородский областной театр.
В 1987 году у театра появилось новое здание, построенное под руководством архитектора ГИПРОТЕАТРа В. А. Сомова.
В 1993 году театр стал лауреатом в Международном фестивале исторических пьес Голоса истории в Вологде, со спектаклем Марфа Посадница В. В. Левашова, историческая драма по мотивам русских летописей и исторических произведений Н. Карамзина. Затем стал лауреатом конкурса Окно в Россию среди провинциальных театров Российской Федерации, объявленного и проводимого газетой Культура в 1997 году, и занял 2 место в том же конкурсе в 2000 году в номинации Театр года. Летом 1998 г. театр побывал во Франции на знаменитом Авиньонском фестивале.
С 1997 года Новгородский театр драмы носит имя Ф. М. Достоевского. С 1999 года Новгородскому театру драмы имени Ф. М. Достоевского присвоен статус академического. Театр ежегодно проводит Международный театральный фестиваль Ф. М. Достоевского.
В 2005 году театр стал лауреатом фестиваля Звезды Победы (г. Рязань). В 2007 году — лауреатом фестиваля Арбатские встречи (г. Москва), показав спектакль по пьесе Е. Белодубровского и С. Белова Я счастлива, счастлива, счастлива!... Спектакль был назван критиками жемчужиной в репертуаре театра. В том же году спектакль Шут Балакирев или шуты всея Руси по пьесе Г. Горина в постановке заслуженного деятеля искусств С. Верхградского принял участие в VIII Международном театральном фестивале Волкову, Волкову, Волкову всем мы обязаны… в Ярославле. В 2008 году работа принимает участие в X Международном фестивале театрального искусства Славянские театральные встречи в г. Гомель (Республика Беларусь).
Коллектив театра успешно участвует в профессиональных творческих форумах международного и всероссийского форматов. Только в 2016—2017 годах театр успешно представил профессиональное искусство региона в программах престижных фестивалей, получив высокую оценку профессионального жюри XXI Международного фестиваля «Белая Вежа» (Брест, Беларусь), XIV Всероссийского театрального фестиваля «Дни Островского в Костроме», Международного театрального фестиваля «История государства Российского. Отечество и судьбы» (г. Ульяновск), XIII Международного театрального фестиваля «Славянские встречи» (Гомель, Беларусь), XVIII Международного чеховского фестиваля «Мелиховская весна», VII Международного театрального фестиваля «У Троицы» (г. Сергиев Посад). Значимые награды профессиональных форумов свидетельствуют о высоком мастерстве коллектива и достойном уровне представленных спектаклей, созданных в сезонах 2015—2017 годов.
С 2002 по 2014 год директором театра был заслуженный работник культуры Виктор Евгеньевич Назаров. С апреля 2014 года по декабрь 2017 года театр возглавлял Заслуженный артист России В. В. Чубенко. В новом театральном сезоне 2016—2017 г. главного режиссёра театра Сергея Николаевича Гришанина сменил на посту заслуженный деятель искусств России Михаил Григорьевич Мамедов.
С января 2018 года в результате реорганизации изменился юридический статус театра. Он вошёл в состав Новгородского областного автономного учреждения культуры и искусства НОВГОРОДСКОЕ ОБЛАСТНОЕ ТЕАТРАЛЬНО-КОНЦЕРТНОЕ АГЕНТСТВО. Генеральный директор агентства — Вахрушев Александр Алексеевич. С 19 апреля 2018 года по 20 июня 2019 обязанности директора театра исполнял Алексей Николаевич Ведяничев. С 1 ноября 2019 году генеральным директором ОАУКИ «НОТКА» назначена Маркова Нина Всеволодовна.

## Архитектурные особенности здания
Здание театра построено под руководством главного архитектора В. А. Сомова в 1987 году и стало одной из интересных и спорных построек в стиле советского модернизма в Великом Новгороде. Здание строилось почти 10 лет. Проект театра был выполнен ещё в 1973 году, и, по задумке автора, фасад театра должен был быть цветным. Но в то время не производили цветной бетон, и здание стало белым. Из-за экономии средств также не были реализованы цветные витражи на фасадах.
Необычной формой здание напоминает космический корабль и сильно выделяется на фоне окружающей застройки Новгорода. Главный фасад театра выходит на реку Волхов в районе пристани, но более интересный вид на здание открывается с набережной Александра Невского.
Две цилиндрические башни по сторонам здания театра должны были играть роль водонапорных башен для фонтанов. Соружение в форме сердца с подсветкой, расположенное на самой вершине драмтеатра, хорошо заметно в вечернее время.
По архитектурному замыслу около театра должна была быть большая площадка и летняя эстрада для проведения фестивалей, праздников и других культурных событий. Но выяснилось, что местоположение для такой площадки не совсем удобно для проведения массовых городских мероприятий.
В проектировании некоторых элементов здания, в частности окон, принимал участие известный музыкант Андрей Макаревич. Прежде чем стать музыкантом, он почти семь лет работал в «ГИПРОТЕАТРе» под руководством Владимира Сомова.
В 2016 году режиссёр Андрей Розен снял документальный фильм под названием «Новгородский космический корабль», в котором рассказывается история здания Театра.

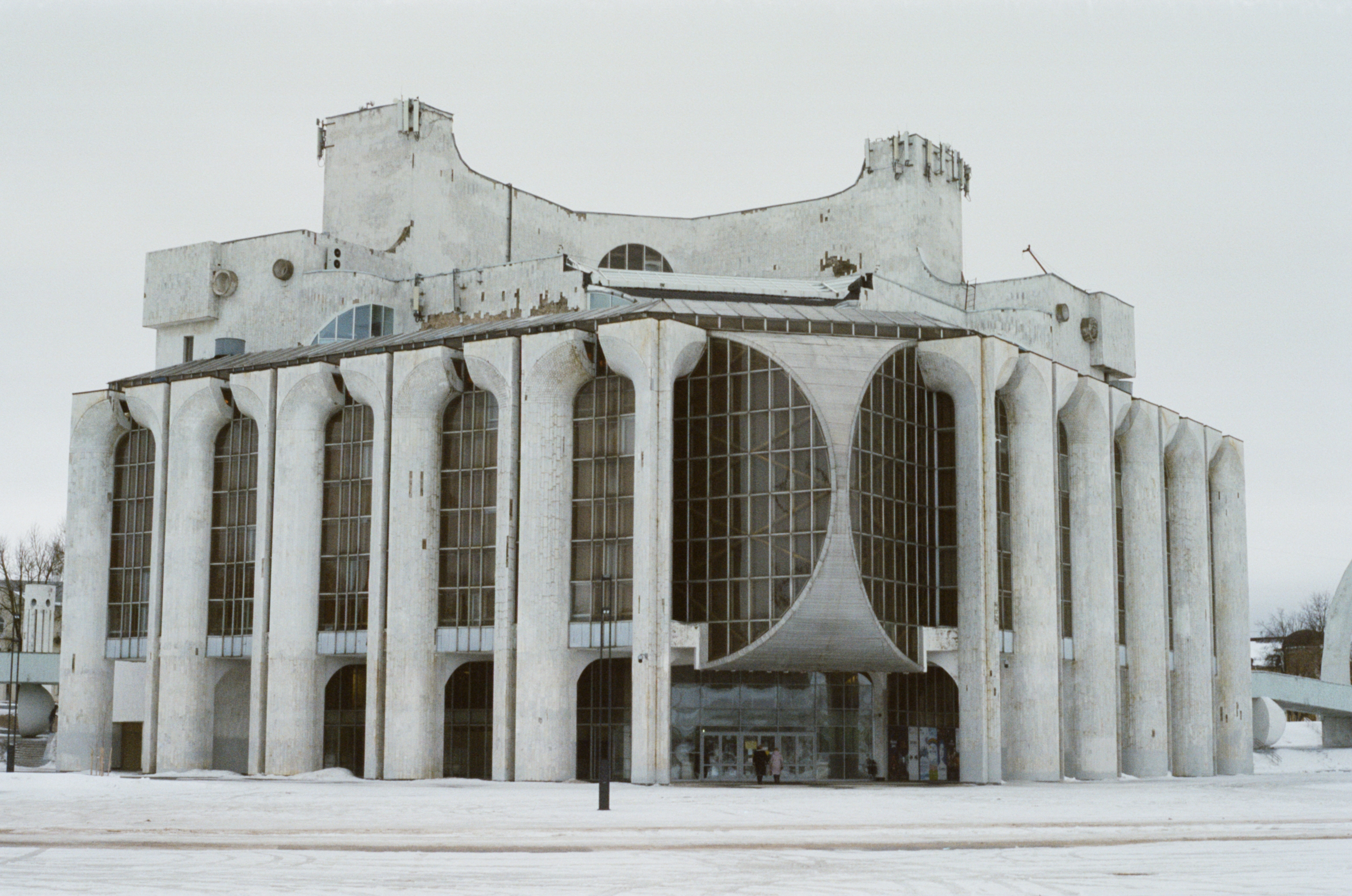
Здание театра в 2022 году

В 2019 году губернатором Андреем Никитиным издано распоряжение о проведении международного конкурса на реконструкцию внутреннего пространства здания.
В августе 2020 года начался конкурс на разработку концепции реконструкции театра имени Достоевского. К конкурсу приступили молодые российские архитекторы. Победителем конкурса стало петербургское бюро Rhizome.
По сообщению врио губернатора Новгородской области Александра Дронова, реконструкции здания будет завершена к открытию театрального сезона 2025 года. 

## Труппа театра
- Баханов Евгений Андреевич, артист — https://teatrvn.ru/bahanov_ea
- Богомолова, Наталья Петровна, артистка — https://teatrvn.ru/bogomolova_np
- Брейкин Дмитрий Александрович, артист — https://teatrvn.ru/breykin_da
- Веркау, Вера Ивановна, артистка — https://teatrvn.ru/verkau_vi
- Винокурова, Светлана Викторовна, артистка — https://teatrvn.ru/vinokurova_sv
- Гришанина, Ирина Викторовна, артистка — https://teatrvn.ru/grishanina_iv
- Егорова, Наталья Валентиновна, артистка — https://teatrvn.ru/egorova_nv
- Жеребор, Кристина Константиновна, артистка — https://teatrvn.ru/zherebor_kk
- Каратаева, Татьяна Аркадьевна, народная артистка РФ — https://teatrvn.ru/karataeva_ta
- Ковалёв, Юрий Викторович, артист — https://teatrvn.ru/kovalev_yv
- Ковальский Петр Владимирович, артист — https://teatrvn.ru/kovalskiy_py
- Кондрашина, Анна Александровна, артистка — https://teatrvn.ru/kondrashina_aa
- Кормильцев, Вячеслав Борисович, артист — https://teatrvn.ru/kormiltsev_vb
- Лукьяненко, Елена Ивановна, артистка — https://teatrvn.ru/lukyanenko_ei
- Лушечкина, Любовь Дмитриевна, народная артистка РФ — https://teatrvn.ru/lushechkina_ld
- Музыка Богдан Валерьевич, артист — https://teatrvn.ru/muzika_bv
- Назаркина Елизавета Александровна, артистка — https://teatrvn.ru/nazarkina_ea
- Пепеляев Георгий Эдуардович, артист — https://teatrvn.ru/pepelyaev_ge
- Прокопенкова, Татьяна Дмитриевна, артистка — https://teatrvn.ru/prokopenkova_td
- Рудаков, Павел Иванович, артист — https://teatrvn.ru/rudakov_pi
- Сабаева, Светлана Евгеньевна, артистка — https://teatrvn.ru/sabaeva_se
- Сакович Маргарита Эдуардовна, артистка — https://teatrvn.ru/sakovich_me
- Символоков Артем Геннадьевич, артист — https://teatrvn.ru/simvolokov_ag
- Сергеева, Лилия Анатольевна, народная артистка РФ — https://teatrvn.ru/sergeeva_la
- Сучков, Иван Васильевич, Заслуженный артист РФ — https://teatrvn.ru/suchkov_iv
- Устинов, Анатолий Александрович, заслуженный артист России[6] — https://teatrvn.ru/ustinov_aa
- Цыбульский, Ян Владимирович, артист — https://teatrvn.ru/cybulskiy_yv
- Швыденко, Матвей Алексеевич, артист — https://teatrvn.ru/shvidenko_ma

## Награды
- Благодарность Министра культуры Российской Федерации (23 октября 2003 года) — за большой вклад в развитие театрального искусства и в связи со 150-летием со дня основания[7].